# Anthony Parker
Anthony Michael Parker (Naperville, 19 giugno 1975) è un ex cestista statunitense, professionista nella NBA, in Israele e in Italia.
Alto 198 cm per 98 kg di peso, ricopriva il ruolo di ala piccola.
È il fratello di Candace Parker, una delle cestiste più importanti della storia della WNBA.

## Carriera
Dopo gli anni alla Bradley University, al draft NBA del 1997 viene scelto con il numero 21 dai New Jersey Nets, che lo girano ai Philadelphia 76ers. Con la franchigia della Pennsylvania disputa soltanto 39 gare in due stagioni, per poi essere girato nel 1999-2000 agli Orlando Magic, senza ottenere più spazio e più fortuna.
Conclusa l'esperienza nella National Basketball Association (NBA), e dopo una parentesi in una lega minore Continental Basketball Association (CBA) con i Quad City Thunder, sbarca in Europa alla vigilia della stagione 2000-01, acquistato dal Maccabi Tel Aviv. Con la formazione israeliana vince la Suproleague 2001, due campionati e due coppe nazionali.
A gennaio del 2003, dopo essersi preso alcuni mesi di pausa dall'attività agonistica in occasione della nascita del suo primo figlio, sbarca in Italia per giocare nella Virtus Roma. Con la formazione capitolina disputa 26 partite, con 14,5 punti, 5,6 rimbalzi e 17,1 di valutazione di media a partita.
Riacquistato dal Maccabi Tel Aviv, nei tre anni successivi (dal 2003 al 2006) conduce la squadra israeliana a vari trionfi in campo nazionale ed europeo, con l'apice della conquista di due edizioni consecutive dell'Eurolega.
Nell'estate del 2006, a 31 anni, torna in NBA, firmando con i Toronto Raptors. Nel 2009 passa ai Cleveland Cavaliers, rifiutando offerte arrivategli dal vecchio continente. Il 28 giugno 2012 annuncia il ritiro dalla pallacanestro professionistica.

## Statistiche

### College
| Anno      | Squadra        | PG  | PT  | MP   | TC%  | 3P%  | TL%  | RP  | AP  | PRP | SP  | PP   |
| --------- | -------------- | --- | --- | ---- | ---- | ---- | ---- | --- | --- | --- | --- | ---- |
| 1993-1994 | Bradley Braves | 31  | 28  | 29,2 | 45,9 | 41,2 | 70,0 | 4,4 | 2,5 | 1,2 | 0,5 | 11,1 |
| 1994-1995 | Bradley Braves | 30  | 30  | 34,0 | 42,5 | 35,9 | 76,1 | 6,6 | 3,3 | 1,3 | 0,6 | 14,2 |
| 1995-1996 | Bradley Braves | 30  | 29  | 32,1 | 47,2 | 42,2 | 79,7 | 6,5 | 3,5 | 1,5 | 1,1 | 18,9 |
| 1996-1997 | Bradley Braves | 21  | 20  | 34,0 | 42,4 | 29,0 | 72,1 | 5,3 | 3,4 | 1,8 | 0,5 | 16,6 |
| Carriera  | Carriera       | 112 | 107 | 32,2 | 44,7 | 37,9 | 75,0 | 5,7 | 3,2 | 1,4 | 0,7 | 15,0 |

### NBA

#### Regular Season
| Anno      | Squadra             | PG  | PT  | MP   | TC%  | 3P%  | TL%  | RP  | AP  | PRP | SP  | PP   |
| --------- | ------------------- | --- | --- | ---- | ---- | ---- | ---- | --- | --- | --- | --- | ---- |
| 1997-1998 | Philadelphia 76ers  | 37  | 0   | 5,3  | 39,7 | 32,1 | 65,0 | 0,7 | 0,5 | 0,3 | 0,1 | 1,9  |
| 1998-1999 | Philadelphia 76ers  | 2   | 0   | 1,5  | 100  | -    | -    | 0,0 | 0,0 | 0,0 | 0,0 | 1,0  |
| 1999-2000 | Orlando Magic       | 16  | 0   | 11,6 | 42,1 | 7,1  | 72,7 | 1,7 | 0,6 | 0,5 | 0,3 | 3,6  |
| 2006-2007 | Toronto Raptors     | 73  | 73  | 33,4 | 47,7 | 44,1 | 83,5 | 3,9 | 2,1 | 1,0 | 0,2 | 12,4 |
| 2007-2008 | Toronto Raptors     | 82  | 82  | 32,1 | 47,6 | 43,8 | 81,6 | 4,1 | 2,2 | 1,0 | 0,2 | 12,5 |
| 2008-2009 | Toronto Raptors     | 80  | 71  | 33,0 | 42,6 | 39,0 | 83,4 | 4,0 | 3,4 | 1,3 | 0,2 | 10,7 |
| 2009-2010 | Cleveland Cavaliers | 81  | 81  | 28,3 | 43,4 | 41,4 | 78,9 | 2,9 | 1,9 | 0,8 | 0,2 | 7,3  |
| 2010-2011 | Cleveland Cavaliers | 72  | 65  | 29,0 | 39,9 | 37,9 | 77,9 | 3,0 | 3,0 | 0,9 | 0,1 | 8,3  |
| 2011-2012 | Cleveland Cavaliers | 51  | 51  | 25,1 | 43,3 | 36,2 | 62,5 | 2,7 | 2,4 | 0,7 | 0,1 | 7,2  |
| Carriera  | Carriera            | 494 | 423 | 27,8 | 44,4 | 40,4 | 79,4 | 3,2 | 2,3 | 0,9 | 0,2 | 9,1  |

#### Playoffs
| Anno     | Squadra             | PG | PT | MP   | TC%  | 3P%  | TL%  | RP  | AP  | PRP | SP  | PP   |
| -------- | ------------------- | -- | -- | ---- | ---- | ---- | ---- | --- | --- | --- | --- | ---- |
| 2007     | Toronto Raptors     | 6  | 6  | 40,0 | 41,9 | 40,0 | 79,5 | 5,3 | 1,0 | 1,5 | 0,3 | 15,2 |
| 2008     | Toronto Raptors     | 5  | 5  | 39,2 | 40,8 | 29,4 | 85,7 | 6,0 | 2,0 | 0,8 | 0,4 | 11,4 |
| 2010     | Cleveland Cavaliers | 11 | 11 | 30,1 | 46,9 | 45,5 | 73,3 | 2,4 | 1,3 | 0,8 | 0,3 | 8,3  |
| Carriera | Carriera            | 22 | 22 | 34,9 | 43,4 | 40,7 | 79,4 | 4,0 | 1,4 | 1,0 | 0,3 | 10,9 |

### Eurolega
| Anno       | Squadra          | PG | PT | MP   | TC%  | 3P%  | TL%  | RP  | AP  | PRP | SP  | PP   |
| ---------- | ---------------- | -- | -- | ---- | ---- | ---- | ---- | --- | --- | --- | --- | ---- |
| 2001-2002  | Maccabi Tel Aviv | 20 | 19 | 34,6 | 50,4 | 33,9 | 72,6 | 5,2 | 1,6 | 1,6 | 0,3 | 16,4 |
| 2003-2004† | Maccabi Tel Aviv | 21 | 21 | 35,1 | 54,2 | 49,0 | 87,0 | 5,8 | 3,5 | 1,2 | 0,4 | 16,0 |
| 2004-2005† | Maccabi Tel Aviv | 24 | 24 | 34,7 | 54,5 | 47,6 | 85,6 | 5,3 | 3,6 | 2,0 | 0,6 | 18,0 |
| 2005-2006  | Maccabi Tel Aviv | 25 | 25 | 35,5 | 52,2 | 36,5 | 78,7 | 6,9 | 3,8 | 1,7 | 0,2 | 14,8 |
| Carriera   | Carriera         | 90 | 89 | 35,0 | 52,8 | 41,1 | 81,8 | 5,8 | 3,2 | 1,6 | 0,4 | 16,3 |

## Palmarès

### Squadra
- Campionato israeliano: 5

Maccabi Tel Aviv: 2000-01, 2001-02, 2003-04, 2004-05, 2005-06
- Coppa di Israele: 5

Maccabi Tel Aviv: 2000-01, 2001-02, 2003-04, 2004-05, 2005-06
- Coppa dei Campioni - Eurolega: 3

Maccabi Tel Aviv: 2000-01, 2003-04, 2004-05

### Individuale
- Euroleague MVP: 2 (record)

Maccabi Tel Aviv: 2004-05, 2005-06
- Euroleague Final Four MVP: 1

Maccabi Tel Aviv: 2003-04
- All-Euroleague First Team: 2

Maccabi Tel Aviv: 2004-05, 2005-06
- Ligat ha'Al MVP: 1

Maccabi Tel Aviv: 2003-04